# أورينياسية
الأورينياسية هي حضارة تاريخية من العصر الحجري القديم العلوي ذات صلة بالأوروبيين الأوائل الحديثين، استمرت من 43000 عام  حتى منذ 26000 عام. بدأ العصر الحجري القديم العلوي بعد المشرق، حيث حقبة الإميران وحقبة الأحمريان من الفترات المبكرة من العصر الحجري العلوي بالتزامن مع المراحل الأولى من انتشار الإنسان العاقل من أفريقيا. ثم هاجروا إلى أوروبا وأنشأوا أول حضارة أوروبية من البشر الحديثين، حضارة الأورينياسية.
يرجع تاريخ المرحلة مبكرة من الحضارة الأورينياسية أو المرحلة البروتوأورينياسية إلى ما قبل 43000 - 37000 عام. استمرت الحضارة الأورينياسية الأساسية منذ 37000 إلى 33000 عام. وهناك مرحلة أورينياسية متأخرة تُعتبر مرحلة انتقالية مع العصر الجرافيتي، يرجع تاريخها إلى نحو ما قبل 33000 - 26000 عام. الموقع النموذجي لهذه الحضارة هو كهف أوريجناك في غارون العليا بجنوب غرب فرنسا. كانت الحقبة السابقة لها مباشرةً هي الحقبة الموستيرية للنياندرتال.
يُعد من أقدم الأمثلة على الفن التشخيصي تمثال فينوس من هول فيلس من الحضارة الأورينياسية، ويرجع تاريخه إلى الفترة ما قبل 40000 - 35000 عام (بالرغم من احتمالية اكتشاف أعمال فنية تشخيصية أقدم). اكتُشف في سبتمبر 2008 في كهف في شلكلينغن في بادن، فورتنبرغ بغرب ألمانيا. يرجع تاريخ تمثال الإنسان الأسد إلى فترة تقترب من نفس المدى الزمني. ويعد موقع باتشو كيرو في بلغاريا أحد أقدم المدافن الأورينياسية المعروفة.
وتُعرف الحضارة الأورينياسية الشامية من الشرق، بطريقة استخدام للشفرة مشابهة للغاية للأورينياسية الأوروبية، تأتي زمنيًا بعد الإميران والأحمريان المبكرة في نفس منطقة الشرق الأدنى، وترتبط بها ارتباطًا وثيقًا. ربما كانت الأورونياسية الشامية قبل الأورينياسية الأوروبية، لكن بدلًا من ذلك، من الممكن أن الأورونياسية الشامية كانت نتيجة تأثير معاكس للأورينياسية الأوروبية: لم يُحسم هذا الأمر بعد.

## المميزات الرئيسية

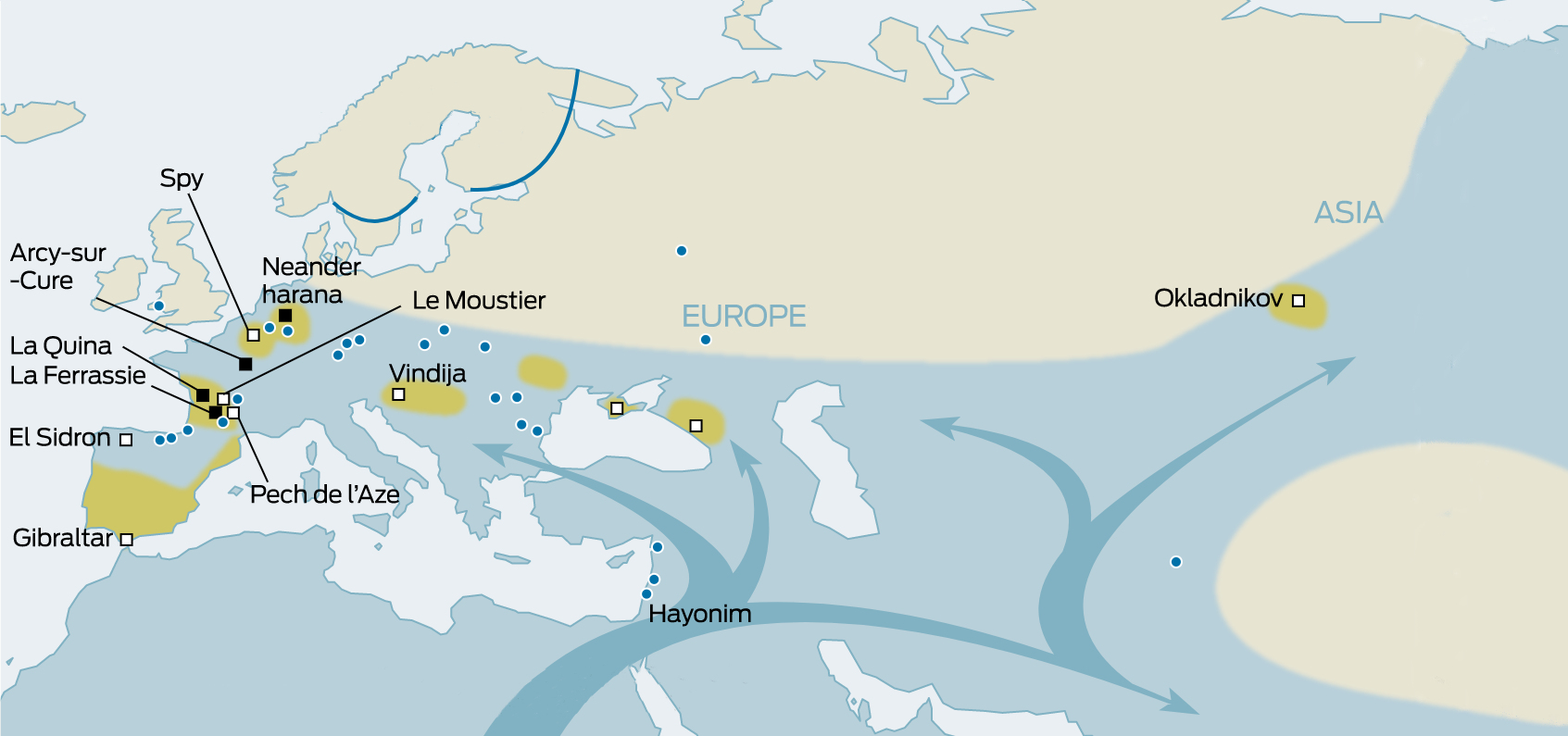
انتشار الإنسان الحديث المبكر من أفريقيا

يُعد الأورينياسيون جزءًا من موجة البشر الحداثيين تشريحيًا الذين يُعتقد أنهم انتشروا من أفريقيا عبر الشرق الأدنى إلى العصر الحجري القديم الأوروبي وأصبحوا معروفين بالبشر الحديثين الأوائل الأوروبيين، أو الكروماغنون. تتضمن موجة البشر المحدثين تشريحيًا أحافير حضارات الأحمريان والبوهنيسيين والأورينياسيين والجرافيتيين والسولوترين والمجدلية، وتمتد عبر الذروة الجليدية الأخيرة، وتشمل فترة بدأت من 48000 تقريبًا حتى 15000 عام.
تتميز صناعة الأدوات الأورينياسية بنقاط العظام أو القرون ذات الأخاديد المحفورة في القاع. من أدواتهم شفرات دقيقة وشفيرات مصنوعة من أحجار مُجهزة بدلًا من استخدام رقائق خام. أنتج أصحاب هذه الحضارة أيضًا بعضًا من أقدم فنون الكهوف المعروفة مثل المطبوعات الحيوانية في تروا فرير واللوحات في كهف شوفيه في جنوب فرنسا. وصنعوا أيضًا القلائد والأساور والخرز العاجي، بالإضافة إلى تماثيل صغيرة ثلاثية الأبعاد. وُجد أيضًا في مواقعها عصوات مثقوبة يُعتقد أنها قاذفات رماح أو قضبان مفاتيح لَي.

## العلاقة بالبشر المحدثين
دفع الإتقان والوعي الذاتي الظاهران في الأعمال علماءَ الآثار إلى التفكير في أن صناع المصنوعات الأورينياسية هم البشر الحديثون في أوروبا. يدعم ذلك الآثارُ البشرية والمصنوعات الأورينياسية المتأخرة الموجودة في المناطق المجاورة. على الرغم من شح ما وُجد من بقايا الهياكل العظمية ذات الصلة المباشرة بالتقنيات البرتوأورينياسية في أوروبا، يُحتمل أن يكون القليل الموجود من البشر الحديثين أيضًا. أفضل ارتباط مؤرَّخ بين الصناعات الأورينياسية والبقايا البشرية هو ما يخص خمسة على الأقل في كهوف ملاديتش في جمهورية التشيك، تقول قياسات الكربون المشع المباشرة لبقايا الهياكل العظمية إن تاريخها يرجع إلى 31000-32000 عام على الأقل. حُدد مباشرةً تاريخ ثلاثة أفراد على الأقل أقوياء لكن حديثين تشريحيًا من كهف بيستيرا كو أواز في رومانيا، من عظامهم إلى نحو 35000-36000 عام. بالرغم من عدم ارتباطها مباشرةً بالمواد الأثرية، تقع هذه النتائج في النطاق الزمني والجغرافي للأورينياسية المبكرة في جنوب شرق أوروبا. هناك حجة على أساس جيني تقول كلًّا من الحضارة الأورينياسية وحضارة الدابا من شمال أفريقيا أتيا من حضارة صيد الطرائد الكبيرة الأورينياسية الشامية من المشرق.